# Fara v Úsobí
Fara v Úsobí s číslem popisným 27 je barokní budova vystavěná roku 1768. Ministerstvem kultury České republiky byla v roce 2002  prohlášena kulturní památkou ČR.

## Historie
Písemná zpráva z farní kroniky uvádí období výstavby fary do let 1708–1709. V období přestavby kostela svatých apoštolů Peta a Pavla v letech 1759–1760 byla před farou vztyčena socha Piety. V období klasicismu byla přestavěna. Další údaje o výstavbě rokokové fary z roku 1784 udává zdroj.
Faru spravuje Římskokatolická farnost Úsobí, vikariát Humpolec, biskupství královéhradecké.

## Popis
Fara se nachází ve stoupajícím terénu nad návesním prostranstvím s kostelem. Jednopatrová částečně podsklepená stavba stojí na půdorysu ve tvaru L a je zastřešena mansardovou střechou krytou břidlicí. Hlavní průčelí fary je rozčleněno středovým mělkým rizalitem, který je završen trojúhelníkovým štítem s reliéfem Božího oka. Klenby ve sklepení jsou valené z neomítnutého kamenného zdiva. V přízemí jsou valenou klenbou zaklenuty chodba a jedna místnost, ostatní místnosti včetně patra mají ploché stropy.